# Lindlar
Lindlar is een plaats en gemeente in het westen van de Oberbergischer Kreis in de deelstaat Noordrijn-Westfalen (Duitsland), het ligt op ongeveer 30 km ten oosten van Keulen. De gemeente behoort tot de bestuursregio Keulen. De gemeente Lindlar telt 21.430 inwoners (31 december 2020) op een oppervlakte van 85,91 km².

## Geografie
Het gebied rond Lindlar wordt gekenmerkt door droge hoogten en vochtige beekdalen. De belangrijkste beek die door het gemeentegebied stroomt is de Lindlarer Sülz. Deze stroomt voegt zich nabij Hommerich bij de Kürtener Sülz en mondt uit in de Agger.

### Gemeentegebied
Lindlar is relatief dunbevolkt. De hoofdplaats (Lindlar) heeft zich sinds 1945 verdicht ten koste van de typische hoeven en gehuchten in de omgeving.
De rest van de gemeente, met uitzondering van de kerkdorpen, bestaat nog grotendeels uit verspreid liggende nederzettingen en "alleenstaande" huizen.

### Buurgemeenten
De gemeente grenst aan de volgende gemeenten:
- Engelskirchen
- Gummersbach
- Kürten
- Marienheide
- Overath
- Wipperfürth

### Indeling van de gemeente
De gemeente wordt ingedeeld in één hoofdkern (Lindlar) en vijf kerkdorpen. Deze zijn:
- Frielingsdorf,
- Linde
- Hohkeppel,
- Kapellensüng (zie Süng)
- Schmitzhöhe

Andere gehuchten en dorpen zijn:
- Abrahamstal – Altenhof – Altenlinde – Altenrath
- Berg – Berghäuschen – Berghausen – Böhl – Bolzenbach – Bomerich – Bonnersüng – Breun – Brochhagen – Bruch – Brückerhof – Buchholz – Burg
- Dassiefen – Diepenbach – Dutztal
- Ebbinghausen – Eibach – Eibachhof – Eibacherhammer – Eichholz – Ellersbach – Eremitage
- Fahn – Falkenhof – Feld – Fenke – Felsenthal – Frangenberg – Frielinghausen – Frielingsdorf
- Georghausen
- Hammen – Hartegasse – Hausgrund – Heibach – Heiligenhoven – Helle – Herkenhähn – Hinterrübach – Hönighausen – Hoffstadt – Hohbusch – Hohkeppel – Holl – Holz – Hommerich – Horpe
- Kaiserau – Kalkofen – Kaltenborn – Kapellensüng – Kaufmannsommer – Kemmerich – Kepplermühle – Klause – Klespe – Kleuelshöhe – Köttingen – Krähenhof – Krähsiefen – Kuhlbach – Kurtenbach
- Leienhöhe – Lenneferberg – Lennefermühle – Lichtinghagen – Linde – Lingenbach – Löhsüng – Loxsteeg
- Merlenbach – Mittelbreidenbach – Mittelbrochhagen – Mittelheiligenhoven – Mittelsteinbach – Müllemich – Müllerhof – Müllersommer
- Neuenfeld – Niederhabbach
- Oberbergscheid – Oberbilstein – Oberbreidenbach – Oberbrochhagen – Oberbüschem – Oberfeld – Oberfrielingshausen – Oberhabbach – Oberheiligenhoven – Oberhürholz – Oberkotten – Oberlichtinghagen – Oberschümmerich – Obersülze – Obersteinbach – Ohl – Orbach
- Quabach
- Rehbach – Remshagen – Reudenbach – Roderwiese
- Schätzmühle – Scheel – Scheller – Scheurenhof – Schlürscheid – Schlüsselberg – Schmitzhöhe – Schneppensiefen – Schönenborn – Schümmerich – Schwarzenbach – Siebensiefen – Sieferhof – Spich – Steinenbrücke – Steinscheid – Stelberg – Stolzenbach – Stoppenbach – Süng – Süttenbach
- Tannenhof – Tüschen
- Unterbergscheid – Unterbüschem – Unterbreidenbach – Unterbrochhagen – Unterfeld – Unterfrielingshausen – Unterheiligenhoven – Unterhürholz – Unterkotten – Unterlichtinghagen – Unterommer – Unterschümmerich – Untersteinbach – Untersülze
- Vellingen – Vorderrübach – Voßbruch
- Waldbruch – Waldheim – Wallerscheid – Weiersbach – Welzen – Weyer – Wiedfeld – Wurtscheid – Wüstenhof
- Zäunchen

## Geschiedenis
Het is waarschijnlijk dat het grondgebied van de gemeente Lindlar al vroeg bevolkt was. Helaas is hier nog geen bewijs van gevonden. Opgravingen toonden wel aan dat er bewoning was in de Vroege steentijd. De systematische bewoning van het gebied vindt plaats vanaf de 5e of de 6e eeuw na de Grote Volksverhuizing.
De plaats werd in 1109 voor het eerst schriftelijk vermeld. Maar op basis van een oorkonde uit 958 kan ervan uit worden gegaan dat de plaats Lindlar, vroeger ook als Lintlo aangeduid, veel ouder is. Dit document is een schenkingsoorkonde van de kerk in Kaldenkapellen (het huidige Hohkeppel) aan het Keulse Severinsklooster. Hohkeppel en Engelskirchen behoorden tot de "oerparochie" Lindlar. In 945 is er sprake van een Hof Lindlar als eigendom van het Ursulaklooster uit Keulen.
In de loop van de tijd werd meer en meer oppervlak van het bos gerooid en bewoonbaar gemaakt, deels uit vrije stukken van boeren, deels op bevel van de landsheer. Centra van de "expansie" waren de zogenaamde tiendschuren (Duits: Fronhof). Hier zetelde de zaakwaarnemer van de landsheer en werd de tiende (een vorm van belasting) betaald. Bovendien werden de boeren geacht hier hand-en-spandiensten te verrichten.
In Lindlar werd rond 1174 een rechtbank (Landgericht) opgericht met jurisdictie over Lindlar, Engelskirchen en Hohkeppel. Door de bevolkingsgroei in Hohkeppel en Engelskirchen werden deze plaatsen in respectievelijk 1440 en 1554 zelfstandige parochies. De indeling in ambten en honderdschappen bleef tot in de 19e eeuw bestaan, toen deze door toedoen van Napoleon werden opgeheven.
Napoleon verhief in 1806 het hertogdom Berg tot groothertogdom. De rechtbank in Lindlar bleef bestaan, het werd echter veranderd in een Vredegerecht van het kanton Lindlar. In 1879 werd de naam gewijzigd in Amtsgericht.

### 1815 - 1932
Het Congres van Wenen besloot tot aansluiting van het Rijnland bij Pruisen. Voor wat de gemeentelijke indeling betreft werden geen wijzigingen doorgevoerd. Hoewel de maartrevolutie van 1848 grotendeels aan Lindlar voorbij ging, werd uit voorzorg wel een burgerwacht opgericht ter handhaving van de openbare orde.
Na de wapenstilstand van 11 november 1918 werden alle gebieden ten westen van de Rijn en een gebied dat bekendstond als "bruggehoofd Keulen" bezet. In de richting van het oosten volgde een 10 km brede "neutrale zone". Het westelijk deel van de gemeente was bezet gebied, het oostelijk deel behoorde tot de neutrale zone. Tijdens de bezetting ontstond er een grote stroom aan smokkelverkeer, vooral van Lindlar naar het onbezette Horpe. Op 6 november 1919 werd de bezetting opgeheven, en trokken de troepen zich terug. Als gevolg van het gebrek aan naleving van het Verdrag van Versailles werd in 1921 een douanegrens opgericht. Tijdens de bezetting van het Ruhrgebied in 1923 door Franse en Belgische troepen kwam het wederom tot een grote smokkelarij. Omdat de Belgen een verscherpte controle op smokkelarij niet wilden uitvoeren werden deze vervangen door Franse troepen. Dit leidde aan Duitse zijde tot passief verzet.

### 1933 - 1945
Na de machtovername door Adolf Hitler op 30 januari 1933 veranderde het een en ander in Lindlar. Omdat de NSDAP hier niet in de gemeenteraad was vertegenwoordigd, dienden er nieuwe verkiezingen te worden georganiseerd. De twee leden van de SPD verkozen echter hun zetels niet in te nemen. De raad bleef in functie tot 4 mei 1934. Vanaf die datum bestond de gemeenteraad uit de burgemeester. In 1936 werden nieuwe straatnamen ingevoerd die van doen hadden met het nieuwe regime, sommige namen uit die periode bestaan nu nog (uiteraard zijn de straatnamen met een "besmette" naam weer van naam veranderd). In 1937 werd een tentenkamp voor de Hitlerjugend opgericht, daarnaast ook een werkkamp voor de "Reichsarbeitsdienst" in Slot Heiligenhoven. Ook werd er een kamp ingericht voor vrouwelijke leden van de Reichsarbeidsdienst in Schwarzenbach.
Vanaf het uitbreken van de Tweede Wereldoorlog in 1939 mochten er geen kerkklokken geluid worden en werd het verplicht 's avonds en 's nachts te verduisteren. Tijdens de oorlog bevonden zich twee krijgsgevangenkampen in Lindlar, een in Lindlar zelf en één in Hommerich. In dit laatste kamp werden Russen ondergebracht. Lindlar gold als relatief veilig voor luchtaanvallen. In 1944 vielen pas de eerste bommen op de plaats. Toen in 1945 het front de Rijn naderde, werd de gemeente opnieuw gebombardeerd. In april bereikte het front bijna het gemeentegebied en vonden zware luchtaanvallen plaats. Op 12 april 1945 bereikten de eerste Amerikaanse troepen Lindlar. Er volgde een stevig artilleriebombardement waardoor op 13 april de plaats zonder verder bloedvergieten kon worden ingenomen. In totaal waren door oorlogshandelingen 500 inwoners van Lindlar om het leven gekomen. Dit betreft zowel burgers als militairen.
Op 9 april 1945, enkele dagen voor de bevrijding vond er nog een brute executie plaats op 10 Russische krijgsgevangenen door een officier van de Volkssturm als wraak op de moord van een partijgenoot. Omdat de lijken haastig begraven werden, vonden de Amerikanen ze gemakkelijk. De burgers van Lindlar werden gedwongen om langs de lijkkisten te lopen om te tonen wat de Nazi's hadden aangericht. Hiervan werden filmopnamen gemaakt voor het weekjournaal in de Amerikaanse bioscopen. De moordenaar dook onder en is nooit berecht voor zijn daden. De bevrijde Russen schoten als wraak 4 inwoners van Lindlar dood.

### Sinds 1945
Door de toestroom van veel protestantse vluchtelingen werd de enige Evangelische kerk in de omgeving, gevestigd te Delling, snel te klein voor de gelovigen. Vanaf 1949 werd het mogelijk hun diensten te houden in de Katholieke parochierkerken van Lindlar en Frielingsdorf. Deze overgangsregeling werd beëindigd toen in 1954 in Lindlar de eigen Evangelische kerk werd geopend. In 1965 volgde de stichting van de Evangelische gemeente van Frielingsdorf.
De spoorverbinding van Lindlar werd in 1966, ondanks scherpe protesten van de gemeenteraad voor goed stilgelegd. In 1960 reed al de laatste personentrein weg uit Lindlar. De spoorverbinding Marienheide-Engelskirchen werd stilgelegd, dit gebeurde in 1958. Beide baanvakken zijn later gesloopt.
Vanwege de gemeentelijke herindeling die op 1 januari 1975 van kracht werd het Amtsgericht Lindlar opgeheven en werd de gemeente toegevoegd aan de Oberbergischer Kreis De gemeente Hohkeppel werd verdeeld over de gemeenten Overath, Engelskirchen en Lindlar. Daarnaast werden delen van de gemeenten Engelskirchen, Gimborn, Olpe en Overath aan Lindlar toegevoegd. Vanaf de 19e eeuw is Lindlar in drie districten ingedeeld geweest: van 1816-1932 behoorde het tot het district Wipperfürth, van 1932-1974 behoorde het tot de Rheinisch-Bergischer Kreis en vanaf 1975 behoort het tot het huidige district.

## Bezienswaardigheden
In Lindlar is een openluchtmuseum, het LVR-Freilichtmuseum Lindlar, met figuranten als een huishoudster, touwslager. Het themapark is 25 ha. groot, en showt o.a. oude landbouwrassen, teelten, teelttechnieken, ambachten etc. etc.

## Demografie
| Jaar | Bevolking | Jaar | Bevolking |
| ---- | --------- | ---- | --------- |
| 1816 | 5.050     | 1974 | 13.831    |
| 1825 | 5.406     | 1990 | 19.307    |
| 1828 | 5.430     | 1992 | 19.800    |
| 1890 | 6.292     | 1995 | 20.945    |
| 1922 | 6.670     | 1999 | 21.750    |
| 1938 | 6.939     | 2002 | 22.581    |
| 1946 | 10.339    | 2003 | 22.646    |
| 1958 | 11.069    | 2004 | 22.714    |
| 1968 | 12.837    | 2005 | 22.388    |

## Jumelages of stedenbanden
De gemeente Lindlar is in vriendschap verbonden met:
- Brionne (Normandië, Frankrijk), sinds 9 oktober 1983
- Kaštela, (Dalmatië, Kroatië), sinds 2 maart 1987
- Shaftesbury (Dorset, Engeland), sinds 12 december 1981

## Infrastructuur

### Wegen
Lindlar is via de Bundesautobahn A4 (Keulen–Olpe) op het landelijke snelwegnet aangesloten.

### Openbaar vervoer
Voor gebruik van de spoorwegen zijn de inwoners van Lindlar aangewezen op de buurgemeente Engelskirchen, in de plaats zelf is het station reeds in 1960 gesloten. Het staken van het goederenvervoer vond plaats op 23 mei 1966, in datzelfde jaar is het baanvak gedemonteerd. Het openbaar vervoer in Lindlar is aangewezen op busvervoer, hoewel deze 's avonds en 's nachts niet rijden. In totaal stoppen er 12 lijnen. Er zijn er vier lijnen die enigszins vergelijkbaar zijn met het Nederlandse buurtbusnet. Deze worden aangeduid met Bürgerbus.

## Afbeeldingen

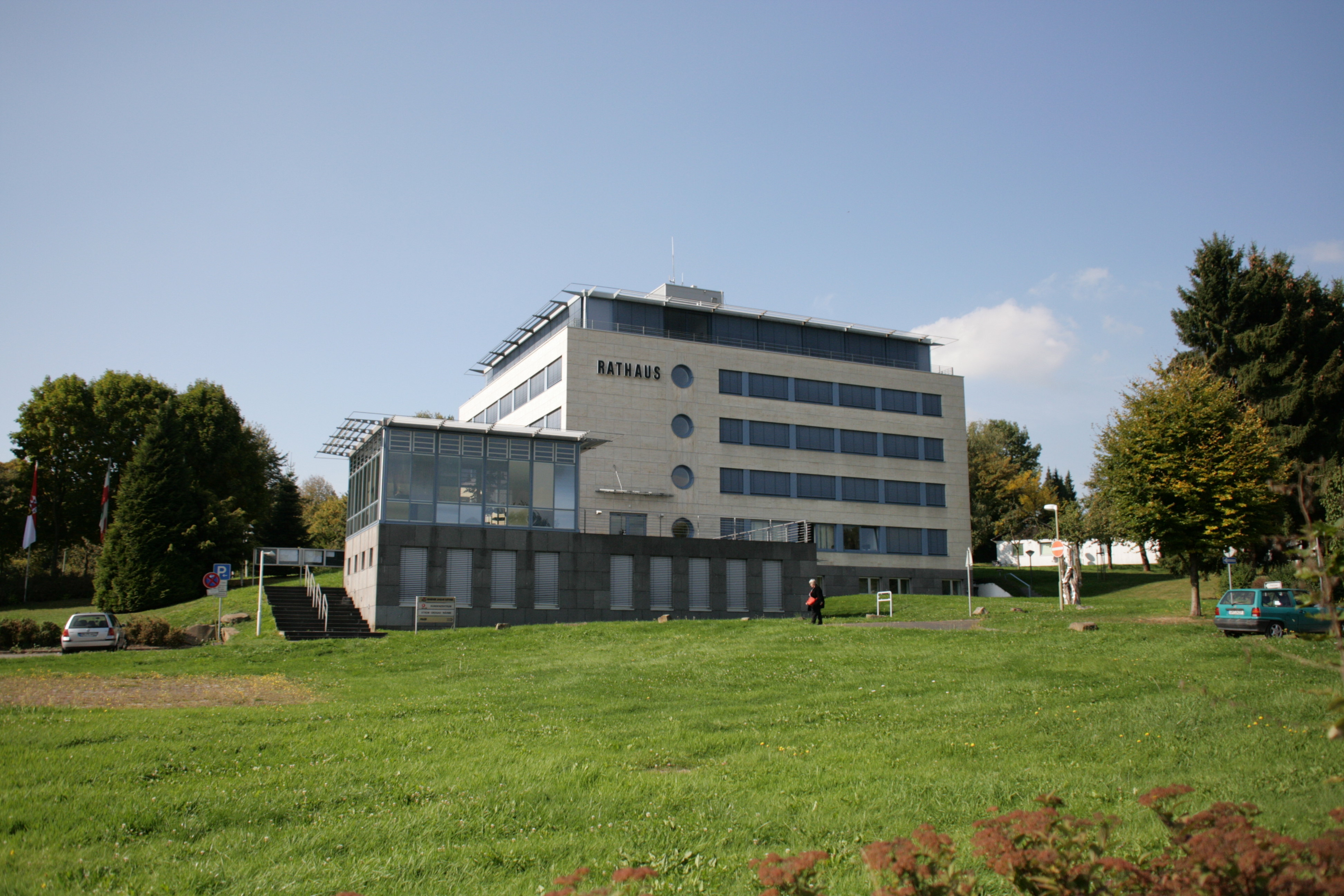
Gemeentehuis
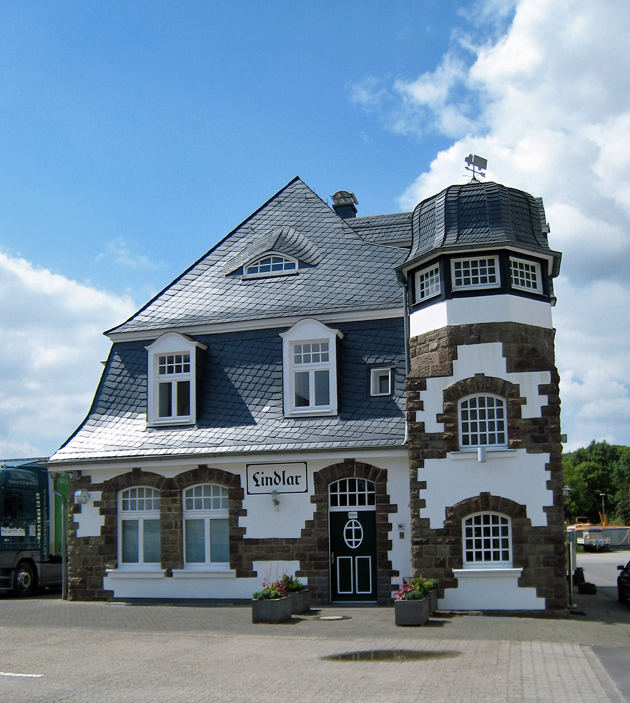
Voormalig station Lindlar
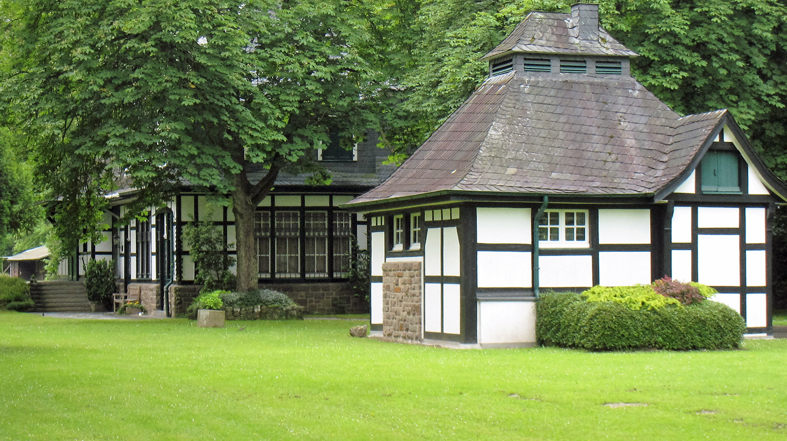
Voormalig station Linde
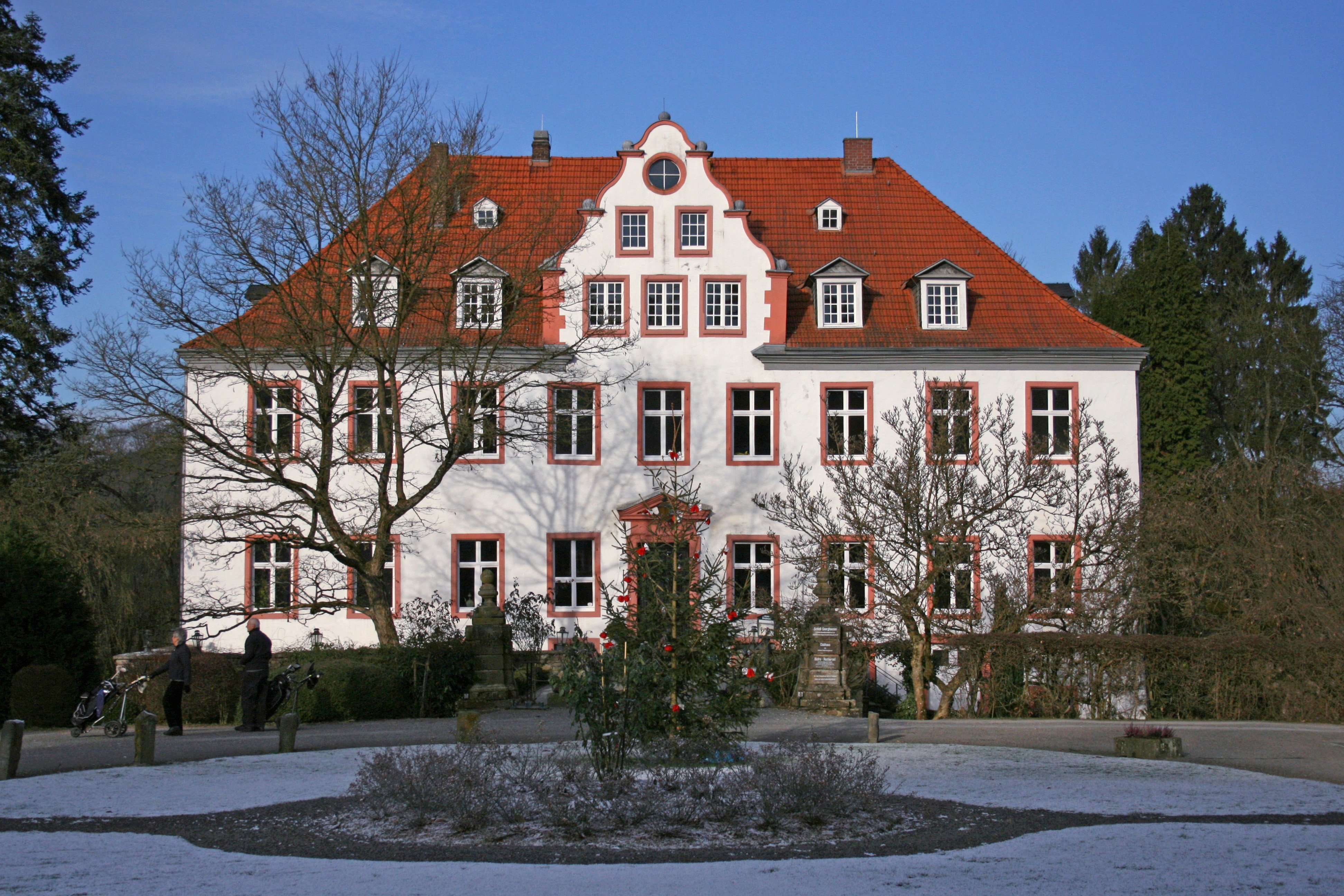
Schloss Georghausen

Bergneustadt · Engelskirchen · Gummersbach · Hückeswagen · Lindlar · Marienheide · Morsbach · Nümbrecht · Radevormwald · Reichshof · Waldbröl · Wiehl · Wipperfürth